# Nicolas Minassian
Nicolas Minassian (Marsiglia, 28 febbraio 1973) è un pilota automobilistico francese.

## Carriera

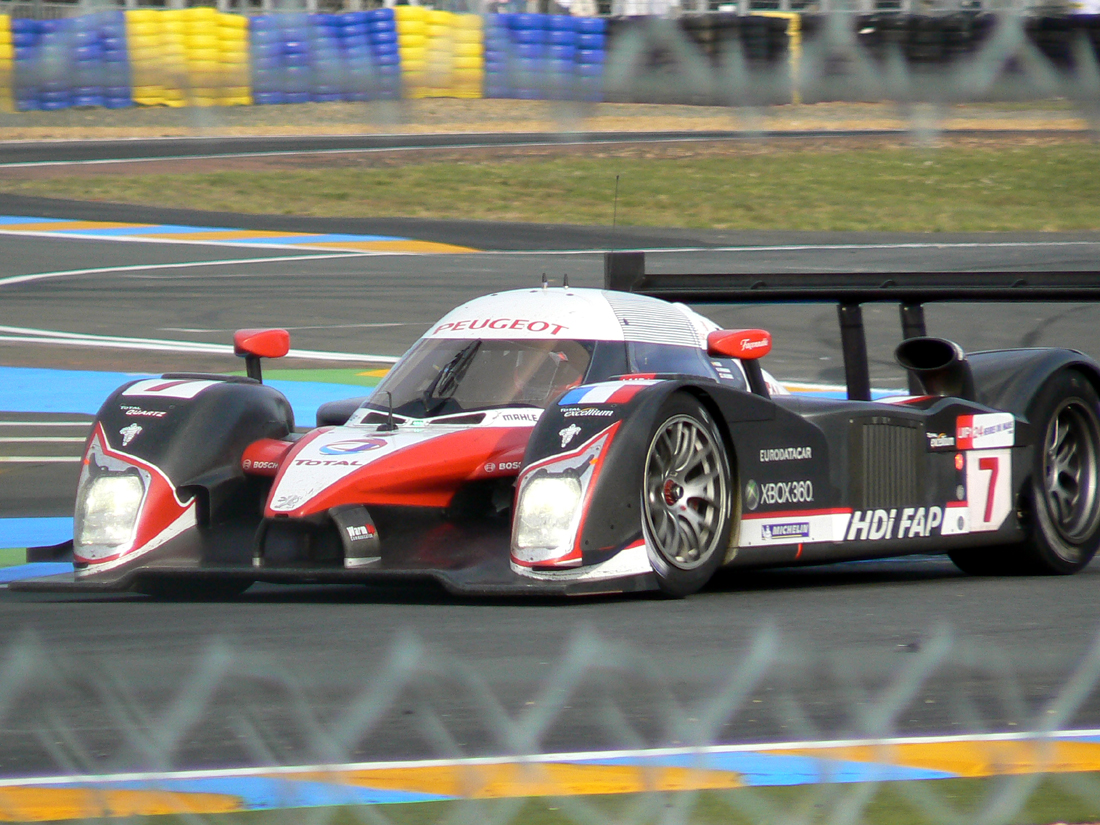
Minassian al volante della Peugeot 908 durante la 24 Ore di Le Mans 2008

Dopo aver concluso in seconda posizione la stagione del 2000 in Formula 3000, corse per la Ganassi Racing nel 2001; con questo team gareggiò nella Champ Car e nella 500 miglia di Indianapolis, per poi essere liberato dalla stessa scuderia. Nel 2002, correndo per il Ray Mallock Ltd, portò a casa il trofeo della serie di corse dell'Ascar, prima di ritornare a concentrarsi sulle corse di durata (tra le quali la 24 ore di Le Mans), gareggiando per team come la Creation Autosportif e la Pescarolo Sport.
Per l'annata 2007, è un pilota della Peugeot 908 diesel e partecipa alla Le Mans Series in Europa, così come per il 2008, dove si guadagnò la partecipazione alla competizione principale.

## Risultati

### Formula 3000
N.B. Le gare in grassetto indicano una pole position mentre quelle in corsivo indicano il giro più veloce in gara.

(Legenda)
| Anno | Scuderia               | Vettura     | Motore        | 1       | 2       | 3       | 4       | 5     | 6     | 7       | 8       | 9     | 10      | 11     | 12  | Posizione | Punti |
| ---- | ---------------------- | ----------- | ------------- | ------- | ------- | ------- | ------- | ----- | ----- | ------- | ------- | ----- | ------- | ------ | --- | --------- | ----- |
| 1998 | West Competition       | Lola T96/50 | Zytek-Judd V8 | OSC Rit | IML 19  | CAT Rit | SIL 7   | MON 9 | PAU 7 | A1 5    | HOC Rit | HUN 4 | SPA 19  | PER 19 | NUR | 13º       | 5     |
| 1999 | Kid Jensen Racing      | Lola B99/50 | Zytek V8      | IMO 13  | MON Rit | CAT 8   | MAG 14  | SIL 1 | A1R 3 | HOC Rit | HUN 5   | SPA 3 | NUR Rit |        |     | 6º        | 20    |
| 2000 | D2 Playlife Super Nova | Lola B99/50 | Zytek V8      | IMO 1   | SIL 11  | CAT 2   | NUR Rit | MON 5 | MAG 1 | A1R 1   | HOC 7   | HUN 4 | SPA 3   |        |     | 2º        | 45    |
| 2003 | Brand Motorsport       | Lola B02/50 | Zytek-Judd KV | IMO 11  | CAT     | A1R     | MON     | NUR   | MAG   | SIL     | HOC     | HUN   | MNZ     |        |     | 25º       | 0     |

### 24 ore di Le Mans
| Anno | Team                      | Co-Piloti                           | Auto                       | Classe   | Giri | Pos. | Classe Pos. |
| ---- | ------------------------- | ----------------------------------- | -------------------------- | -------- | ---- | ---- | ----------- |
| 1994 | Roland Bassaler           | Patrick Bourdais Olivier Couvreur   | Alpa LM-Ford Cosworth      | LMP1 C90 | 64   | DNF  | DNF         |
| 2000 | Mopar Team Oreca          | Yannick Dalmas Jean-Philippe Belloc | Reynard 2KQ-LM-Mopar       | LMP900   | 1    | DNF  | DNF         |
| 2002 | PlayStation Team Oreca    | Stéphane Sarrazin Franck Montagny   | Dallara SP1-Judd           | LMP900   | 359  | 6°   | 5°          |
| 2003 | Pescarolo Sport           | Éric Hélary Soheil Ayari            | Courage C60-Peugeot        | LMP900   | 352  | 9°   | 7°          |
| 2004 | Pescarolo Sport           | Sébastien Bourdais Emmanuel Collard | Pescarolo C60-Judd         | LMP1     | 282  | DNF  | DNF         |
| 2005 | Creation Autosportif Ltd. | Jamie Campbell-Walter Andy Wallace  | DBA 03S-Judd               | LMP1     | 322  | 14°  | 7°          |
| 2006 | Pescarolo Sport           | Emmanuel Collard Érik Comas         | Pescarolo C60 Hybrid-Judd  | LMP1     | 352  | 5°   | 4°          |
| 2007 | Team Peugeot Total        | Jacques Villeneuve Marc Gené        | Peugeot 908 HDi FAP        | LMP1     | 338  | DNF  | DNF         |
| 2008 | Team Peugeot Total        | Jacques Villeneuve Marc Gené        | Peugeot 908 HDi FAP        | LMP1     | 381  | 2°   | 2°          |
| 2009 | Team Peugeot Total        | Pedro Lamy Christian Klien          | Peugeot 908 HDi FAP        | LMP1     | 369  | 6°   | 6°          |
| 2010 | Team Peugeot Total        | Stéphane Sarrazin Franck Montagny   | Peugeot 908 HDi FAP        | LMP1     | 264  | DNF  | DNF         |
| 2011 | Peugeot Sport Total       | Stéphane Sarrazin Franck Montagny   | Peugeot 908                | LMP1     | 353  | 3°   | 3°          |
| 2012 | Pescarolo Team            | Sébastien Bourdais Seiji Ara        | Dome S102.5-Judd           | LMP1     | 203  | NC   | NC          |
| 2013 | Pecom Racing              | Luís Pérez Companc Pierre Kaffer    | Oreca 03-Nissan            | LMP2     | 325  | 10°  | 4°          |
| 2014 | SMP Racing                | Kirill Ladygin Maurizio Mediani     | Oreca 03R-Nissan           | LMP2     | 9    | DNF  | DNF         |
| 2015 | SMP Racing                | David Markozov Maurizio Mediani     | BR Engineering BR01-Nissan | LMP2     | 340  | 14°  | 6°          |
| 2016 | SMP Racing                | Mikhail Aleshin Maurizio Mediani    | BR Engineering BR01-Nissan | LMP2     | 347  | 11°  | 7°          |